# 高綸
高綸，字廷章，山西大同府蔚州人，軍籍，明朝政治人物。進士出身。

## 生平
早年出身國子生，山西鄉試第五名。成化十四年（1478年）戊戌科會試第五十八名，殿試登進士第三甲第一百六十八名。

## 家族
曾祖父高銘。祖父高傑。父亲高鳳，曾任義官。